# Torneo Regional Pampeano
El Torneo Regional Pampeano es una competencia regional de rugby en Argentina.
La competencia comienza en 2008 e incluye clubes de las uniones Mar del Plata, UROBA y Unión del Sur. 
Es uno de los 7 torneos clasificatorios para el Torneo del Interior y el campeonato de rugby en el que se enfrentan los mejores clubes de Argentina Torneo Nacional de Clubes.
Dicha competencia se disputa en 3 divisionales, Regional Pampeano “A”, Regional Pampeano “B” y Regional Pampeano “C”.

## Participantes
Los equipos presentados para la temporada 2022 son
- San Ignacio Rugby Club (Mar del Plata).

- Sporting Club (Mar del Plata).

- Club Universitario (Mar del Plata).

- Comercial Rugby Club (Sierra de los Padres).

- Club de la Unión del Sur (Mar del Plata).

- Mar del Plata Club(Mar del Plata).

- Club Sociedad Sportiva (Bahía Blanca).

- Club Argentino (Bahía Blanca).

- Los Cardos Rugby Club (Tandil).

- Santa Rosa Rugby Club (Santa Rosa).

## Palmarés
Regional Pampeano A 
| Año  | Campeón                               | Definición             | Finalista                     |  |
| ---- | ------------------------------------- | ---------------------- | ----------------------------- |  |
| 2008 | Sporting Club (Mar del Plata)         | Round-robin            | Los Cardos                    |  |
| 2009 | Sporting Club (Mar del Plata)         | Round-robin            | San Ignacio                   |  |
| 2010 | Sporting Club (Mar del Plata)         | 17 - 16                | Los Cardos                    |  |
| 2011 | Sporting Club (Mar del Plata)         | 19 - 13                | Mar del Plata Club.           |  |
| 2012 | Sporting Club (Mar del Plata)         | 6 - 6                  | Sociedad Sportiva             |  |
| 2013 | Mar del Plata Club                    | Round-robin            | Sporting Club (Mar del Plata) |  |
| 2014 | Mar del Plata Club                    | Round-robin            | Sporting Club (Mar del Plata) |  |
| 2015 | Mar del Plata Club                    | Round-robin            | Sporting Club (Mar del Plata) |  |
| 2016 | Mar del Plata Club                    | Round-robin            | Sporting Club (Mar del Plata) |  |
| 2017 | Sporting Club (Mar del Plata)         | Round-robin            | Mar del Plata Club            |  |
| 2018 | Mar del Plata Club                    | Round-robin            | Sporting Club (Mar del Plata) |  |
| 2019 | Club Sociedad Sportiva (Bahía Blanca) | 14 - 11                | Mar del Plata Club            |  |
| 2020 | Cancelado por Covid-19                | Cancelado por Covid-19 | Cancelado por Covid-19        |  |
| 2021 | Mar del Plata Club                    | 21 - 11                | Sporting Club (Mar del Plata) |  |
| 2022 | Mar del Plata Club                    | 32 - 22                | Sporting Club (Mar del Plata) |  |
| 2023 | Mar del Plata Club                    | 20 - 15                | Sporting Club (Mar del Plata) |  |
| 2024 | Mar del Plata Club                    | Round-robin            | Sporting Club (Mar del Plata) |  |

 Regional Pampeano B 
| Año    | Campeón                                | Definición             | Finalista                              |
| ------ | -------------------------------------- | ---------------------- | -------------------------------------- |
| 2009   | Mar del Plata Club                     | 36-8                   | Club Los 50                            |
| 2010   | Club Universitario de Mar del Plata    | Round-robin            | '                                      |
| 2011   | Club El Nacional                       | 15-14                  | Santa Rosa Rugby                       |
| 2013   | Club Universitario de Mar del Plata    | 46-0                   | Club Atlético Estudiantes de Olavarría |
| 2014 * | Club Atlético Estudiantes de Olavarría | 10-18                  | Biguá Rugby Club                       |
| 2015   | Club El Nacional                       | Round-robin            | Club Universitario de Bahía Blanca     |
| 2016   | Club El Nacional                       | Round-robin            | Club Argentino                         |
| 2017   | Club El Nacional                       | Round-robin            | Club Argentino                         |
| 2018   | Uncas Rugby Club                       | Round-robin            | Club Argentino                         |
| 2019   | Club Unión del Sur                     | Round-robin            | Santa Rosa Rugby                       |
| 2020   | Cancelado por Covid-19                 | Cancelado por Covid-19 | Cancelado por Covid-19                 |
| 2021   | Uncas Rugby Club                       | 30-17                  | Bigua Rugby club                       |
| 2022   | Pueyrredón Rugby Club                  | Round-robin            | Uncas Rugby Club                       |
| 2023   | Bigua Rugby Club                       | Round-robin            | Club Los 50                            |
| 2024   | Bigua Rugby Club                       | Round-robin            | Club Los 50                            |

2014* Título Revocado a Biguá por mala inclusión de un jugador.
 Regional Pampeano C
| Año  | Campeón                  | Definición             | Finalista                              |
| ---- | ------------------------ | ---------------------- | -------------------------------------- |
| 2009 | Bigua Rugby Club         | 78-15                  | Club de Remo de Azul                   |
| 2010 | Campo de Pato            | 25-07                  | Gnomos Rugby Club                      |
| 2012 | Los Miuras Rugby Club    | 18-0                   | Villa Gesell Rugby Club                |
| 2013 | Necochea Rugby           | 27-25                  | Palihue Rugby Club                     |
| 2014 | Racing Club de Chivilcoy | 50-07                  | Club Cazadores de Tres Arroyos         |
| 2015 | No se disputó            | No se disputó          | No se disputó                          |
| 2016 | Uncas Rugby Club         | 20-6                   | Club Los 50                            |
| 2019 | Campo de Pato            | Round-robin            |                                        |
| 2020 | Cancelado por Covid-19   | Cancelado por Covid-19 | Cancelado por Covid-19                 |
| 2021 | Campo de Pato            | 43-26                  | Club El Nacional                       |
| 2022 | Club El Nacional         | Round-robin            | Club Atlético Estudiantes de Olavarría |
| 2023 | Club El Nacional         | Round-robin            | Campo de Pato                          |